# Norfolk (Virginia)
Norfolk (AFI: /ˈnɔːrfʊk/) è una città autonoma degli Stati Uniti d'America, nel Commonwealth della Virginia. Con una popolazione di 242 803 abitanti al censimento del 2010 e una stimata di 245 741 per il 2018 è la seconda città della Virginia per popolazione dopo Virginia Beach.
Situata nella regione di Hampton Roads, è delimitata ad ovest dal fiume Elizabeth e a nord dalla baia di Chesapeake. Confina a sud con la città di Chesapeake e a nord con Virginia Beach.
È sede della Naval Station Norfolk, la più importante stazione navale della US Navy negli Stati Uniti e la più grande base aeronavale del mondo.

## Musei
- Chrysler Museum of Art.

## Infrastrutture e trasporti
La città possiede una linea tranviaria lunga 11,9 km e con 11 stazioni.

## Amministrazione

### Gemellaggi
- Kitakyūshū, dal 1963
- Wilhelmshaven, dal 1976
- Contea di Norfolk, dal 1986
- Tolone, dal 1989
- Kaliningrad, dal 1992
- Halifax, dal 2006
- Cagayan de Oro, dal 2008
- Kochi, dal 2010
- Tema, dal 2010
- Ningbo, dal 2012